# Курдюкова, Евдокия Андреевна
Евдокия Андреевна Курдюкова (в девичестве Гавричева; 14 августа 1895 — 10 ноября 1982) — передовик сельского хозяйства в СССР, Герой Социалистического Труда (1949).
Родная сестра дважды Героя Социалистического Труда Прасковьи Малининой.

## Биография
Родилась в селе Саметь (ныне Костромского района Костромской области) в бедной крестьянской семье. Русская. Окончила 3 класса церковно-приходской школы. С 9 лет батрачила.
В 1930 году вступила в местный колхоз «12-й Октябрь». С того времени и до выхода на пенсию работала дояркой.
Жила в родном селе, где и похоронена.

## Награды
Указом Президиума Верховного Совета СССР от 4 июля 1949 года «за получение высокой продуктивности животноводства в 1948 году» Евдокии Андреевне Курдюковой присвоено звание Героя Социалистического Труда с вручением ордена Ленина и золотой медали «Серп и Молот» (№ 3939).
Всего награждена четырьмя орденами Ленина (04.07.1949, 16.08.1950, 17.09.1951, 26.08.1953), орденом Трудового Красного Знамени (23.07.1948) и медалями.